# Nibe
Nibe è un centro abitato danese compreso nel comune di Aalborg nella regione dello Jutland Settentrionale.
Fino al 2007 è stata capoluogo dell'omonimo comune soppresso con l'entrata in vigore della riforma amministrativa.

## Geografia
La cittadina si trova nella regione geografica dello Himmerland circa 20 km a sudovest di Aalborg e si affaccia sulla Nibe Bredning, una baia poco profonda nella parte meridionale del Limfjorden. 
Il centro storico si sviluppa a sudest del porto ed è caratterizzato da basse case bianche, alcune delle quali poste sotto tutela.

## Storia
La prima menzione dell'originario villaggio di pescatori risale al XIV secolo. Il villaggio crebbe nel XVI secolo grazie alla pesca delle aringhe e si espanse fino ad ottenere, nel 1727 i diritti di mercato.
La rottura dell'Agger Tange dovuta all'inondazione del 1825 provocò la scomparsa delle aringhe nel Limfjorden e la conseguente crisi della cittadina. Nel 1866 venne costruito il porto commerciale.

## Monumenti e luoghi di interesse
Nel Tinghuset, l'edificio che in passato fungeva da municipio tribunale e prigione si trova un museo dedicato alla storia locale. 
La chiesa di Nibe è un edificio tardo-gotico risalente al 1400, al suo interno degli affreschi medievali. All'interno della chiesa si trova un kåg, un tipo di imbarcazione utilizzato nelle acque interne a testimonianza dell'importanza della pesca delle aringhe.  
Tutte le estati vi si svolge un festival musicale, il Nibe Festival.